# 16689 Vistula
16689 Vistula este un asteroid din centura principală, descoperit pe 12 august 1994, de Eric Elst.